# Ostrovica, Bihać
Ostrovica je naselje v občini Bihać, Bosna in Hercegovina. 

## Deli naselja
Ostrovica.

## Prebivalstvo
| Pregled števila prebivalcev po letih | Pregled števila prebivalcev po letih | Pregled števila prebivalcev po letih | Pregled števila prebivalcev po letih | Pregled števila prebivalcev po letih | Pregled števila prebivalcev po letih |
| ------------------------------------ | ------------------------------------ | ------------------------------------ | ------------------------------------ | ------------------------------------ | ------------------------------------ |
| 1948                                 | 1953                                 | 1961                                 | 1971                                 | 1981                                 | 1991                                 |
| -                                    | -                                    | -                                    | 233                                  | 182                                  | 162                                  |

| Narodna sestava prebivalstva po letih                                                                                        | Narodna sestava prebivalstva po letih                                                                                        | Narodna sestava prebivalstva po letih                                                                                        |
| --- | --- | --- |
| 1971 | 1981 | 1991 |
| . skupaj: 233 Muslimani 184 (78,96 %) Srbi 48 (20,60 %) Hrvati 0 (0,00 %) Jugoslovani 0 (0,00 %) drugi in neznano 1 (0,42 %) | . skupaj: 182 Muslimani 155 (85,16 %) Srbi 26 (14,28 %) Hrvati 0 (0,00 %) Jugoslovani 1 (0,54 %) drugi in neznano 0 (0,00 %) | . skupaj: 162 Muslimani 140 (86,41 %) Srbi 22 (13,58 %) Hrvati 0 (0,00 %) Jugoslovani 0 (0,00 %) drugi in neznano 0 (0,00 %) |